# النا (فیلم)
یِلِنا یا النا (روسی: Елена) نام فیلمی محصول سال ۲۰۱۱، ساختهٔ آندری زویاگینتسف کارگردان روس است.

## خلاصهٔ داستان
النا داستان زن میانسالی است که با مردی متمول زندگی می‌کند. پسرش (که ثمرهٔ ازدواج قبلی او است) بی‌کار است و النا می‌خواهد همسرش به آنها کمک کند. در میان این کشمکش‌ها داستان جلو می‌رود تا …

## بازخورد
جیم هابرمان این فیلم را «زنده‌ترین احضار … جامعهٔ معاصر موسکو» دانسته‌است که، آنطور که زویاگینتسف نشان می‌دهد، «جهانی است که ناسپاسی و فقدان عدالت بر آن حکم‌فرماست».

## جوایز
- برندهٔ جایزهٔ نگاه ویژه هیئت داوران از فستیول فیلم کن.
- نامزد دریافت جایزهٔ بهترین بازیگر زن از European Film Awards.